# Beasley River
Der Beasley River ist ein Fluss im Nordwesten des australischen Bundesstaates Western Australia. Er liegt in der Region Pilbara.

## Geografie
Der Fluss entspringt in der Hamersley Range etwa 40 Kilometer nordwestlich von Tom Price. Er fließt dann nach Südwesten und mündet bei der Siedlung Cheela Plains in den Hardey River.

### Nebenflüsse mit Mündungshöhen
- Beasley River West – 332 m[1]

### Durchflossene Seen
- Woongarra Pool – 321 m[1]

## Namensherkunft
Der Fluss wurde 1962 nach dem Landvermesser Thomas Beasley benannt, der ihn in einem Bericht über seine Expedition 1885 erstmals erwähnte. Vorher hieß dieser Fluss Turner River. Man benannte ihn um, damit er nicht mit einem anderen Fluss gleichen Namens in Western Australia verwechselt werden kann.